# كاستيار
بلدية كاستيار (بالإسبانية: Castellar) هي بلدية تقع في مقاطعة خاين التابعة لمنطقة أندلوسيا جنوب إسبانيا.

## الديموغرافيا
بلغ عدد سكان بلدية كاستيار 3.573 نسمة عام 2011 (وفقاً للمعهد الوطني للإحصاء الإسباني).
| 3.695 | 3.696 | 3.659 | 3.773 | 3.654 | 3.601 | 3.573 |